# Hand-Gletscher
Der Hand-Gletscher ist ein tief zerfurchter Talgletscher im ostantarktischen Viktorialand. Er fließt von den Osthängen des Malta-Plateaus in den Victory Mountains in östlicher Richtung entlang der Südflanke der Clapp Ridge zum Borchgrevink-Gletscher.
Kartiert wurde er anhand von Vermessungen des United States Geological Survey und mithilfe von Luftaufnahmen der United States Navy zwischen 1960 und 1964. Das Advisory Committee on Antarctic Names benannte ihn 1970 nach Cadet Hammond Hand Jr. (1920–2006), Biologe mit dem Schwerpunkt Wirbellose auf der McMurdo-Station von 1967 bis 1968.